# Nothogenes citrocrana
Nothogenes citrocrana är en fjärilsart som beskrevs av Edward Meyrick 1932. Nothogenes citrocrana ingår i släktet Nothogenes och familjen äkta malar.
Artens utbredningsområde är Taiwan. Inga underarter finns listade i Catalogue of Life.